# 주가
주가(株價, 영국 영어: share price, 미국 영어: stock price)는 해당 주식에 대해 주식 시장에서 실제로 약정이 있었던 가격을 말한다.
또한 매도 주문 또는 매수 주문으로 판매자와 구매자로부터 희망하는 가격이 일방적으로 제시되었지만 실제로 약정에 이르지 못한 가격은 매도 호가 또는 매수 호가라고 말하며, 일반적으로 주가와는 구별된다.

## 같이 보기
- 기술적 분석
- 대수의 법칙
- 시세 동향 그래프
- 주식
- 외환
- 이동평균